# Skegness
Skegness är en stad och civil parish i East Lindsey i Lincolnshire i England. Orten har 19 579 invånare (2011). Byn nämns i Domedagsboken (Domesday Book) år 1086 och kallas där Tric.